# Dynamika (hudba)
Dynamika v hudbě znamená odstiňování tónů z hlediska síly, resp. hlasitosti. V notaci se vyznačuje dynamickými značkami.

## Notace
V notovém záznamu určují dynamiku a její změny v průběhu skladby (tj. zesilování či zeslabování jejích úseků) dynamické značky a dynamické pokyny. Kromě popisu dynamické stránky skladby v daném časovém úseku mohou označovat též akcent - přízvuk, tedy zdůraznění určitého tónu uvnitř taktu. V našem notovém písmu funguje i rozlišení dynamiky z hlediska metra (počítacích dob a jejich dynamických vlastností), neboť taktová čára je nejen hranicí taktu, ale současně ukazuje na přízvučnost doby, nacházející se za ní. Dynamika bývá vyjádřena mnoha dynamickými znaky a pokyny, zejména:
- pianissimo (pp) – velmi slabě
- piano (p) – slabě

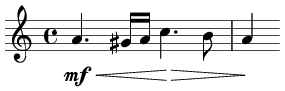
mezzoforte, crescendo, decrescendo

- mezzopiano (mp) – poloslabě nebo středně slabě
- mezzoforte (mƒ) – polosilně nebo středně silně
- forte (ƒ) – silně
- fortissimo (ƒƒ) – velmi silně
- crescendo (cresc., prodloužené <) – zesilovat
- decrescendo (decresc., prodloužené >) – zeslabovat
- diminuendo (dim.) – zeslabovat
- accent (acc., >) – akcent, důraz na jednom tónu

Méně častá označení dynamiky:
- piano pianissimo (ppp) – co nejslaběji
- forte fortissimo (ƒƒƒ) – co nejsilněji
- sforzato, sforzando (sƒ, sƒz) – velmi silný důraz na jednom tónu, "výkřik"

Tyto značky se obvykle píší nad notovou osnovu u první noty platnosti, mohou být ale i pod ní.